# Relatos desde el Umbral
Relatos desde el Umbral es el título de una serie de libros compuestos por breves relatos de terror, ciencia ficción y misterio, escritos por Roberto Julio Álamo y publicados por la editorial Entrelíneas Editores. Por el momento aún solo ha visto la luz el primer volumen, publicado en octubre de 2007 (ISBN 978-84-9802-619-1).

## Argumento
El objetivo de esta saga es rendir tributo a uno de los grandes escritores de terror y ciencia ficción del siglo XX, Howard Philips Lovecraft. Para hacerlo, el autor combina diversos recursos literarios emplazando sus relatos a lo largo del globo y mencionando infinidad de datos "mitológicos" pertenecientes al panteón de Cthulhu.
Roberto Julio Álamo, de nacionalidad española, trató de aproximar los mitos lovecraftianos a su país de origen, ambientando muchas de sus historias en éste.
En la obra se puede apreciar una tendencia a narrar sucesos de diversa temática, prevaleciendo, por supuesto, el género de terror, tal y como lo entendía Lovecraft, por encima de todo. Dota a los relatos de una atmósfera sombría palpable desde la primera palabra, y hace hincapié en la idea de que el ser humano es una insignificancia en el inmenso cosmos, llegando a comparar la raza humana con una mota de polvo. Debido a estas ideas, su escritura también es bañada por un aire pesimista que inunda los escenarios de los que habla.